# The Action
The Action fueron una banda musical británica, formada en agosto de 1963 en Londres, originalmente como The Boys. Formaron parte de la subcultura mod, influidos por la música pop y el soul.

## Historia
La banda fue fundada en agosto de 1963, inicialmente con el nombre de The Boys en Kentish Town, Londres. Cuando Peter Watson se unió al grupo como guitarrista en 1965, cambiaron de nombre a The Action. Los miembros originales del grupo fueron Reg King (vocalista), Alan 'Bam' King (guitarra), Mike "Ace" Evans (bajo) y Roger Powell (batería). 
Firmaron con la discográfica Parlophone al poco de su fundación y contaron con George Martin como productor. "Land of a Thousand Dances" / "In My Lonely Room", su primer sencillo, fue recibido con excelentes críticas aunque tuvo unas ventas muy pobres. Ningún sencillo de la banda entró nunca en las listas UK Singles Chart.
Tras la desastrosa experiencia con Rikki Farr como representante, Peter Watson dejó la banda en 1966. Continuaron como cuarteto, aunque el sello Parlophone rompió su relación con ellos en 1967. A finales de los 60, el tecladista Ian Whiteman y el guitarrista Martin Stone se unieron a la banda, que comenzó a experimentar con el estilo psicodélico para evolucionar finalmente hacia el folk rock.  Reg King dejó el grupo en 1967, siendo sustituido como vocalista por Alan King. En 1969, cuando la banda firmó con John Curd's Head Records, cambiaron de nombre a  Mighty Baby.

## Discografía

### Sencillos
como Sandra Barry and The Boys
- "Really Gonna Shake" / "When We Get Married" (R. King) (1964, Decca)

como The Boys
- "It Ain't Fair"  (R. King/Evans) / "I Want You" (R. King/Evans) (1964, Pye)

como The Action
- "Land of a Thousand Dances" b/w "In My Lonely Room" (Holland-Dozier-Holland) (October 1965, Parlophone)
- "I'll Keep Holding On" / "Hey Sha-Lo-Ney" (1966, Parlophone)
- "Baby, You've Got It" (McAllister, Vail) / "Since I Lost My Baby" (Robinson/Moore) (1966, Parlophone)
- "Never Ever" (King/King/Evans/Powell) / "Twenty Fourth Hour" (King/King/Evans/Powell) (1967, Parlophone)
- "Shadows and Reflections" (Larry Marks/Tandyn Almer) / "Something Has Hit Me" (King/Jones) (1967, Parlophone)
- "The Harlem Shuffle" / "Wasn't It You" (Goffin/King) (1968, Hansa)
- "Shadows and Reflections" / "Something Has Hit Me" / "Never Ever" / "Twenty Fourth Hour" (Odeon (MOE 149), 1967)